# Carl Erik Mannerheim

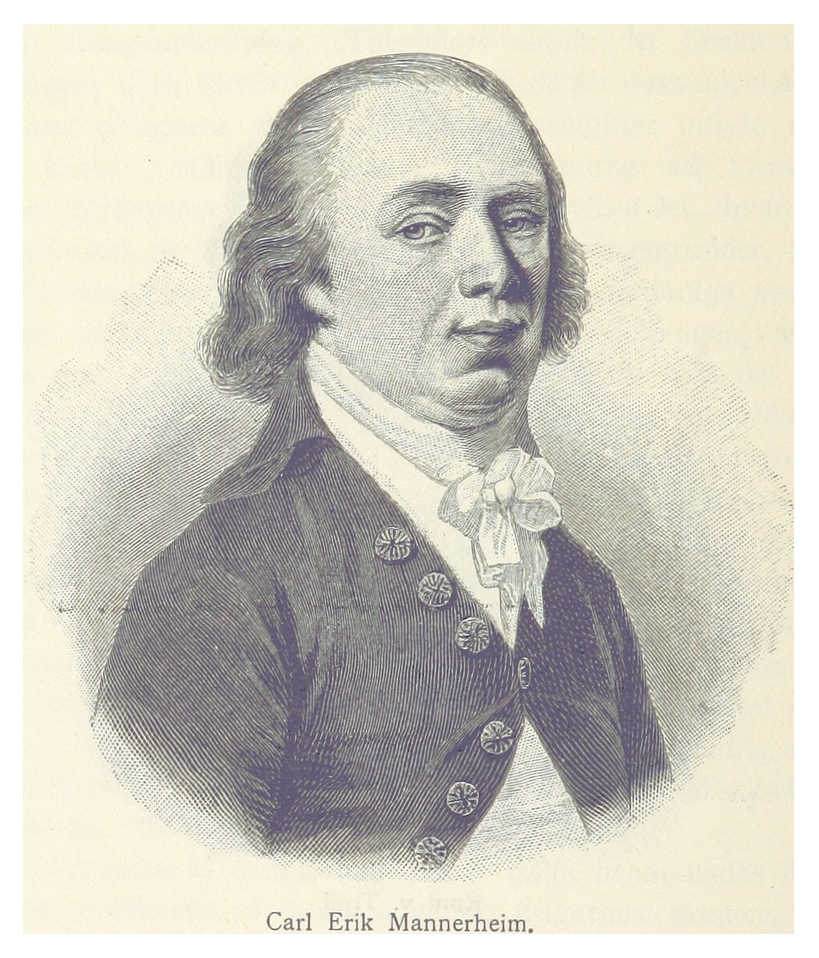
Carl Erik Mannerheim

Carl Erik Mannerheim [ˈmɑnːɛrhɛim] (* 14. Dezember 1759 in Säter; † 15. Januar 1837 in Turku) war ein finnischer Militär und Politiker. Er wird als einer der Vorbereiter der Eigenständigkeit Finnlands gesehen.
Carl Erik Mannerheim war ein Sohn des Barons und Obersten Johan Augustin Mannerheim (1706–1778) und dessen Ehefrau Helena Maria Söderhielm (1722–1793), einer Tochter von Lorentz Niclas Söderhielm (* 1690).
Mannerheim trat anfangs in schwedische Militärdienste. Wegen seiner Beteiligung am gegen Gustav III. gerichteten Anjalabund wurde Mannerheim erst zum Tode verurteilt, dann jedoch begnadigt.
Nach der Besetzung Finnlands durch Zar Alexander I. im Jahre 1808 leitete Mannerheim die finnische Delegation, die in Sankt Petersburg den künftigen Status Finnlands im Russischen Reich aushandeln sollte. Ein Jahr später wurde er zum finnischen Kriegsrat und 1816 zum Gouverneur von Turku und Pori ernannt. 1826 wurde Mannerheim zum Vizepräsidenten des finnischen Senats gewählt.
Mannerheim war verheiratet mit Wendela von Willebrand. Eines ihrer Kinder war der Politiker und Entomologe Carl Gustaf Mannerheim, der spätere Großvater von Carl Gustaf Emil Mannerheim.
2009 gab Finnland in Erinnerung an die Anfänge der Selbständigkeitsbetrebungen des Landes einen Briefmarkenblock mit Bildnissen von Zar Alexander I., Georg Magnus Sprengtporten, Carl Erik Mannerheim und Gustaf Mauritz Armfelt heraus.